# Juhe
Juhe (kinesiska: 菊河乡, 菊河) är en socken i Kina. Den ligger i provinsen Sichuan, i den sydvästra delen av landet, omkring 92 kilometer öster om provinshuvudstaden Chengdu. Antalet invånare är 7 355. Befolkningen består av 3 573 kvinnor och 3 782 män. Barn under 15 år utgör 18,0 %, vuxna 15-64 år 65 %, och äldre över 65 år 15,0 %.
Genomsnittlig årsnederbörd är 1 312 millimeter. Den regnigaste månaden är juli, med i genomsnitt 321 mm nederbörd, och den torraste är december, med 6 mm nederbörd.